# Lunda-Katanga
Lunda-Katanga je náhorní plošina v severovýchodní Angole, v jižní a jihovýchodní části Demokratické republiky Kongo (dřívější provincie Katanga) a v severní Zambii. Od severu je ohraničena pohořími Kundelungu a Mitumba, od východu pohořím Mučinga a na západě navazuje na plošinu Bié. Odděluje na severu ležící Konžskou pánev od na jihu ležících plošin a pánví odvodňovaných Zambezi. Sever je odvodňován levostrannými přítoky Konga.
Skládá se ze soustavy plošin, v západní části je to plošina Lunda a ve východní plošina Katanga.
Období dešťů trvá od října do dubna.